# 中山路 (岡山區)
中山路（Zhongshan Rd.）為高雄市岡山區的南北向的重要幹道之一，本道路屬於台1線縱貫公路。起端由岡山路、公園東路、維仁路及成功路交叉路口開始，經台鐵岡山車站後接回岡山路延續台1線往南（部分市區路段因岡山車站遷移，台1線省道改行站前之中山北路、中山南路）。是岡山來往路竹、橋頭、楠梓及高雄市區的重要道路。

## 行經行政區域
- 岡山區

## 分段
中山路共分成二個部分，屬台1線：
- 中山北路：北起於成功路、公園東路、維仁路口接岡山路，南於岡燕路口接中山南路。
- 中山南路：北於岡燕路口接中山北路，南止於岡山南路口。

## 主要設施
（由北至南）
- 岡山路、成功路
- 兆豐國際商業銀行岡山分行
- 岡山夜市
- 麥當勞岡山中山店
- 國泰世華銀行岡山分行
- 合作金庫銀行北岡山分行
- 岡山車站
- 高雄市公車岡山轉運站
- 捷運岡山車站
- 高雄市政府文化局岡山文化中心
- 捷運岡山高醫站
- 岡山南路

## 公車資訊
- 高雄客運
  - 8008 高雄火車站－澄清湖－岡山
  - 8017 高雄火車站－赤崁－岡山
  - 8020 岡山－義大醫院
  - 紅66 捷運南岡山站－岡山轉運站（岡山車站）－本洲產業園區－永安工業區
  - 紅67A 捷運南岡山站－岡山轉運站（岡山車站）－高雄科學園區
  - 紅68A 捷運南岡山站－漢翔公司
  - 紅68B 捷運南岡山站－岡山轉運站（岡山車站）－漢翔公司
  - 紅69 捷運南岡山站－岡山轉運站（岡山車站）－岡山高中
  - 紅72 捷運南岡山站－橋頭車站－彌陀國小－永安區公所

- 港都客運
  - 紅70 捷運南岡山站－岡山轉運站（岡山車站）－田寮區公所（部分班次延駛至月世界）
  - 紅71A、B 捷運南岡山站－岡山轉運站（岡山車站）－茄萣區公所
  - 紅73 岡山轉運站（岡山車站）－捷運南岡山站－阿蓮區公所

- 義大客運
  - 8506 義大世界－岡山車站

## 公共自行車
- 高雄市公共自行車租賃系統：
  - 中山北忠誠街口：中山北路/忠誠街(東北側)
  - 捷運岡山車站(2號出口)：中山北路2號旁
  - 捷運岡山車站(1號出口)：中山南路/岡燕路(東北側)
  - 岡山文化中心(後門)：岡山文化中心後門(中山南路側)